# Королева чёрного побережья
«Королева чёрного побережья»  (англ. Queen of the Black Coast) — один из рассказов американского писателя Роберта Говарда о знаменитом персонаже варваре Конане из Киммерии.

## История публикаций
- Журнал Weird Tales, May 1934
- Avon fantasy reader № 8, Avon Publishing Company, 1948
- Queen Of The Black Coast, Donald M.Grant, 1976
- Queen Of The Black Coast, Grant, 1978
- Queen Of The Black Coast, Grant, Donald M.Grant Publisher, Inc., 1981
- The Conan Chronicles Volume 1, Millennium, 2000
- Complete Conan of Cimmeria" VOLUME 1, Wandering Star, 2002
- The coming of Conan the cimmerian, Del Rey, 2003

## Герои
- Конан — варвар из Киммерии, наёмник, вынужденный бежать из Аргоса.
- Белит — шемитка, предводительница чернокожих пиратов, возлюбленная Конана.

## Сюжет
Конан-киммериец направляется в Аргос, но в этой мирной стране работы для наёмников нет. Из-за столкновения со стражниками Конан срочно вынужден покинуть этот богатый торговый порт на борту купеческого корабля «Аргус», направляющегося в Куш. «Аргус» становится добычей пиратского корабля «Тигрица», которым командует прекрасная шемитка Белит. Она влюбляется в Конана, и Конан отвечает на её чувство. Так начинается первая настоящая любовь в его жизни.
Конан и Белит пиратствуют в прибрежных водах Куша, нападая преимущественно на стигийские суда. Но однажды, привлечённые слухами о спрятанном в дебрях сокровище, они подымаются по зловещей реке Зархебе, где сталкиваются с последним представителем таинственной древней расы, который превратился в ужасного крылатого монстра. Белит погибает, но даже после смерти её любящая душа помогает Конану одолеть врага. Когда пылающая «Тигрица», ставшая погребальной ладьёй Белит, уплывает по течению Зархебы в море, Конан углубляется в джунгли, надолго прощаясь с океанским простором.

## Дополнительные факты
- Сюжетная линия Белит послужила основой для персонажа Валерии из фильма «Конан-варвар» 1982 года.
- Рассказ был адаптирован Ройем Томасом, Майком Плогом и Джоном Бускемом для выпусков № 57, № 58 и № 100 комикс-журнала Conan the Barbarian издательства Marvel Comics. Эта графическая новелла в 1991 году была адаптирована Петри Хетуненом для публикации в Финляндии.
- История Конана и Белит получает развитие в романе Пола Андерсона «Конан-мятежник» (также известен как «Конан и Секира Света»).